# Pernille Holst Holmsgaard
Pernille Holst Larsen (ur. 6 września 1984 w Pandrup), duńska piłkarka ręczna, reprezentantka kraju, grająca na pozycji lewej rozgrywającej. Obecnie występuje w duńskiej GuldBageren Ligaen, w drużynie Viborg HK.

## Sukcesy

### klubowe
- wicemistrzostwo Danii  (2009, 2012)
- puchar Danii  (2012)